# Herbert Ryser

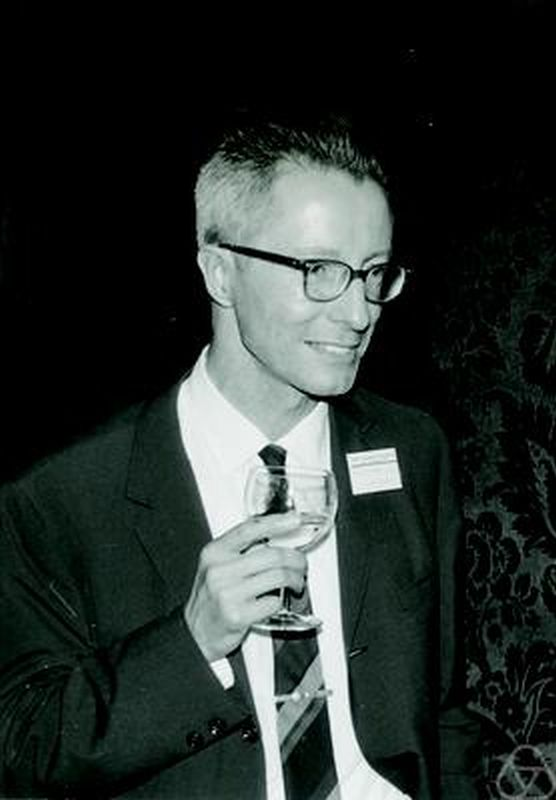
Herbert Ryser, Nizza 1970

Herbert John Ryser (* 28. Juli 1923 in Milwaukee; † 12. Juli 1985 in Pasadena) war ein US-amerikanischer Mathematiker, der sich mit Kombinatorik beschäftigte.

## Leben und Wirken
Ryser studierte an der University of Wisconsin (Bachelor 1945, Master 1947), wo er 1948 bei Cornelius Joseph Everett (1914–1987) und Cyrus Colton MacDuffee (1895–1961) promoviert wurde (Rational Vector Spaces). 1948/9 war er am Institute for Advanced Study. 1949 wurde er Assistant Professor, 1952 Associate Professor und 1955 Professor an der Ohio State University, wie auch gleichzeitig Marshall Hall. 1962 wurde er Professor an der Syracuse University und 1967 am Caltech.
1949 bewies er mit Richard Bruck („The non existence of certain finite projective planes“, Canadian Journal of Mathematics Bd. 1, 1949, S. 88–92) den Satz von Bruck-Ryser-Chowla über mögliche Ordnungszahlen n von endlichen projektiven Ebenen (von ihm und Sarvadaman Chowla 1950 auf andere symmetrische Blockpläne erweitert). Das blieb bis heute das einzige allgemeine Theorem der Nicht-Existenz bestimmter endlicher projektiver Ebenen. 1982 gab er einen einfacheren Beweis des Satzes („The existence of symmetric block designs“, Journal Combinatorial Theory, Bd. 32, S. 103), wie etwa gleichzeitig auch Hanfried Lenz.
1970 war er Invited Speaker auf dem Internationalen Mathematikerkongress in Nizza (New types of combinatorial designs) und 1962 in Stockholm (The {\displaystyle \alpha } width of a (0,1) matrix, mit Delbert Ray Fulkerson).

## Schriften
- Combinatorial Mathematics (Carus Mathematical Monographs; Bd. 14). MAA, Providence, RI 1963.